# Bloemencorso

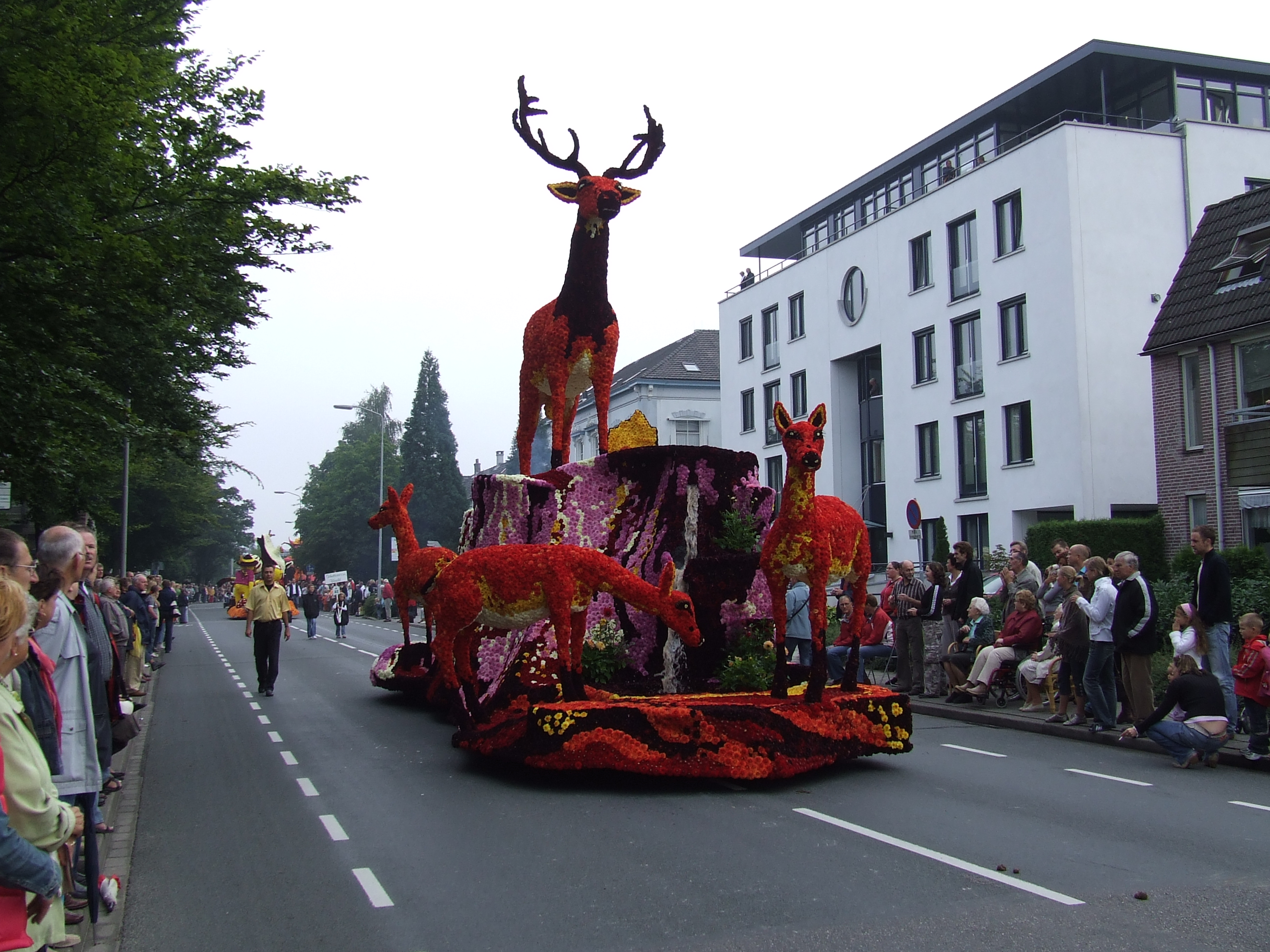
Bloemencorso in Winterswijk

Een bloemencorso (in België ook: bloemenstoet) is een optocht van praalwagens die versierd of bedekt zijn met bloemen. Elk bloemencorso heeft zijn eigen karakter, charme en onderwerp.

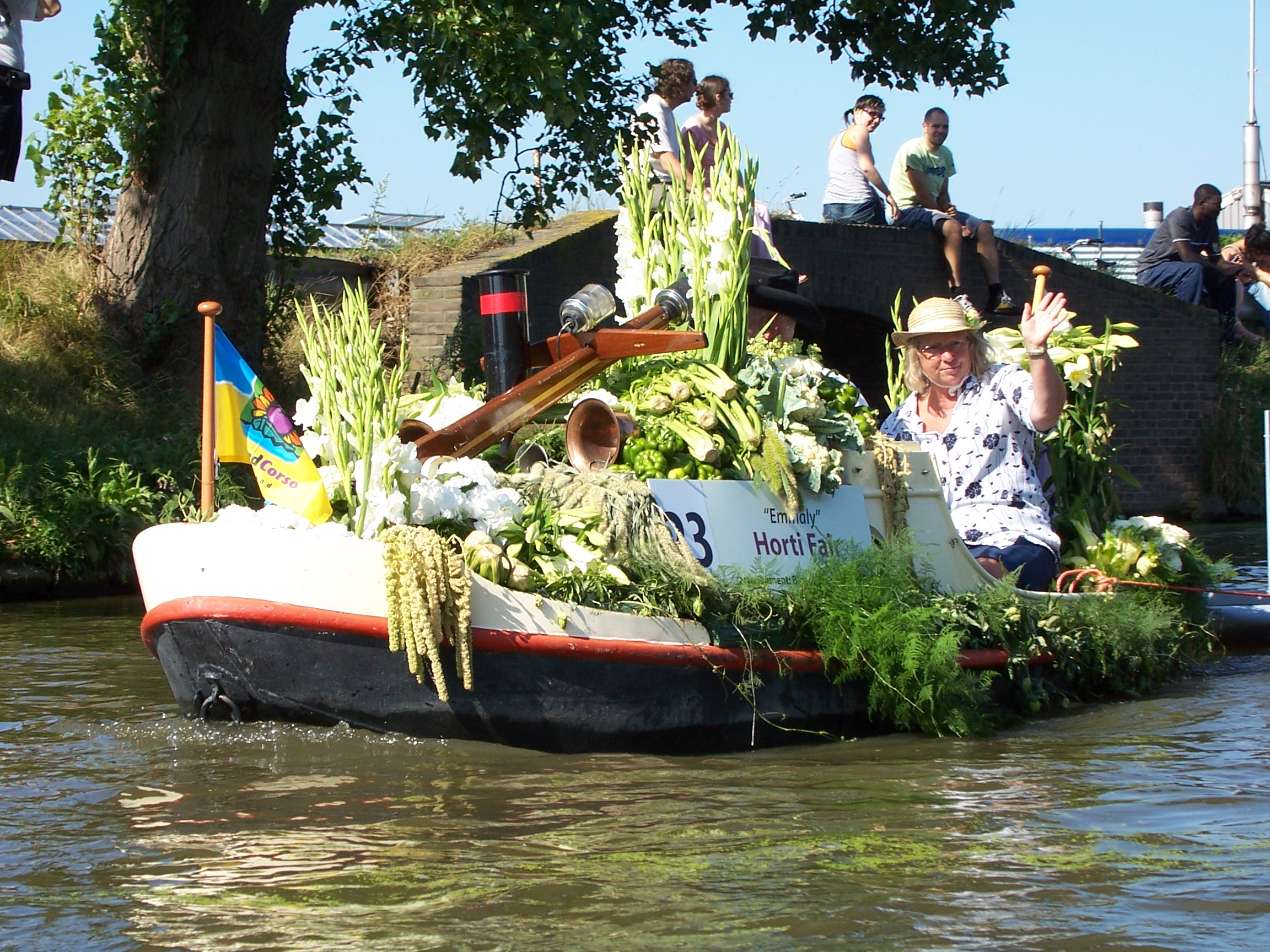
Bloemencorso in het Westland

Hoewel er over de hele wereld corso's worden gehouden is het vooral in Nederland een veel voorkomend evenement. In Nederland zijn zo'n dertig corso's, in Vlaanderen vijf. Ook Frankrijk (bijvoorbeeld Nice) en Duitsland kennen corso's. Een bekend corso is de Rose Parade in Pasadena (Californië) in de Verenigde Staten, dat steeds op 1 januari plaatsvindt.
Het grootste Nederlandse corso, en zelfs het grootste ter wereld, is dat van Zundert, dat plaatsvindt in september. Het Zundertse corso kwam in 2012 als eerste Nederlandse traditie op de Landelijke Inventaris van Immaterieel Cultureel Erfgoed. Daarnaast behoren de corso's van Vollenhove, Sint-Jansklooster, Lichtenvoorde, Valkenswaard en Bollenstreek tot de grotere van Nederland. Met uitzondering van Bloemencorso Bollenstreek zijn dit allemaal dahliacorso's die plaatsvinden in de periode augustus/september, omdat de dahlia dan zijn beste periode doormaakt.
Het corso van Aalsmeer, dat grote bekendheid genoot omdat het jaarlijks op tv werd uitgezonden, stopte in 2007. Een doorstart in 2011 leidde niet tot een definitieve terugkeer.
Een belangrijke tweedeling is die in dahliacorso's en niet-dahliacorso's. De dahliacorso's vinden alle buiten Holland plaats en richten zich sterk op beeldende vormgeving en geleidelijk meer op theater (aankleding van het onderwerp met gebruik van figuratie, toneel, licht, geluid en beweging). De andere groep van corso's stelt eerder het bloemschikken centraal. Dit geldt vooral voor enkele corso's in Holland. Het bekendste corso is het corso van de Bollenstreek dat in april plaatsvindt en een duidelijke band heeft met de Keukenhof. Deze corso's zijn veel sterker gekoppeld aan de bedrijfsmatige bloemen- en bollenteelt. De dahliacorso's buiten Holland zijn juist culturele festiviteiten zonder commerciële inslag, meestal gekoppeld aan de jaarlijkse kermis of feestweek. Het enige corso in Nederland dat een ware mix is tussen de corso’s die zich richten op bloemschikken en de dahliacorso’s die uitgaan van beeldende vormgeving, is het bloemencorso van Eelde in Drenthe. Daar zijn echte bloemschikkers en arrangeurs aan het werk terwijl ze tevens beeldende vormgeving uitwerken in dahlia’s.
Naast bloemencorso's zijn er fruitcorso's (in Tiel, en eerder ook in Goes). In Lievelde was tot 2016 een wolcorso en in Appingedam is een papiercorso.

## Gemeenschapszin en competitie
Bloemencorso is vooral een sociaal fenomeen. Dat geldt vooral voor de corso’s zonder band met de bollenteelt, hoewel ook daar het sociale aspect en de inzet van vrijwilligers een belangrijke rol spelen.
De groepen of buurtschappen die een corsowagen bouwen, vormen een bijzonder hechte club met een heel scala aan activiteiten. De hoofdactiviteit is het samen bouwen van de corsowagen, en, als deze er is, ook het onderhoud van het bloemenveld. Deze activiteiten en alle organisatie daaromheen zijn een gigantische klus die elk jaar opnieuw vele honderden uren werk kost. Meestal worden wagens gebouwd door enkel vrijwilligers.
Het plezier van samen een grote klus klaren en aan het eind van de rit iets moois op de weg zetten, is de voornaamste drijfveer. Naast de bouw van de wagen is er volop aandacht voor allerhande randactiviteiten. Daarnaast organiseren veel groepen of buurtschappen activiteiten om de kas te spekken, zoals een darttoernooi of een liedjesavond.
Deze sociale binding is mogelijk de verklaring van het feit dat corso’s alleen in dorpen te vinden zijn. Het vereist een hechte sociale structuur die niet al te divers mag zijn. Vooral bij de grotere corso’s is het bouwen van de wagen een groot project. Aan het einde van de bouwperiode is elke vorm van vrijblijvendheid bovendien verdwenen: hoe gezellig en losjes het bouwen ook gaat, op het moment dat de stoet vertrekt, móet de wagen klaar zijn. Dat vergt een grote opofferingsgezindheid van de groep.
Daarom geldt voor alle corso’s dat het element van competitie essentieel is. Corso is een wedstrijd. Een onafhankelijke jury bepaalt tijdens de stoet welke groep de mooiste wagen heeft. Deze competitie vormt vaak een extra motivatie.

## Ontstaan en geschiedenis
Het is niet duidelijk waar het idee van een bloemencorso precies vandaan komt en ook niet waarom bloemencorso’s juist in Nederland zo populair zijn geworden. De vroegste bloemencorso's werden mogelijk al in de Middeleeuwen gehouden als onderdeel van het carnaval. In de 19e eeuw werden deze corso's voornamelijk nog in Italië en Oostenrijk-Hongarije gehouden. Aan het eind van de 19e eeuw raakten ze ook op andere plaatsen in zwang, zoals de Bataille de fleurs in Nice (Frankrijk) dat op haar beurt weer in Wenen werd nagedaan in 1886. In 1887 werd door Amsterdamse studenten de oude traditie weer opnieuw leven ingeblazen. In het Amsterdamse Vondelpark werd dat jaar naar voorbeeld van de Bataille de fleurs een bloemencorso gehouden. In 1897 bracht Winterswijk een wieleroptocht met een bloemencorso, waarvan iemand uit Haarlem, die in Winterswijk logeerde, getuigde dat hij deze optocht erg mooi gevonden had en dat die hem zeker zo goed had gedaan als een corso in de bloemenstad Haarlem, dat enige weken tevoren was gehouden.
Met name in 1898 is er een toename aan corso's in Nederland, vanwege de inhuldiging van koningin Wilhelmina op 6 september van dat jaar. Daaronder zijn ook de huidige corso's van Vollenhove, St-Jansklooster en Lichtenvoorde.
Voor de corso’s in de Bollenstreek ligt het ontstaan voor de hand: zij komen voort uit de commerciële kweek van bloembollen en ontstonden als een vorm van promotie voor het product. Hoewel ook bij deze corso’s de inzet van vrijwilligers een belangrijke rol speelt, is de afhankelijkheid van de commercie duidelijk aanwezig.
De dahliacorso’s buiten de Bollenstreek zijn in het geheel niet verbonden met de commerciële teelt van dahlia’s of dahliaknollen. Hun ontstaan valt dus ook niet zonder meer te verklaren uit het gegeven dat er in Nederland veel bloemen geteeld worden. Bij het ontstaan van deze corso’s was er dan ook geen sprake van een band met de bollentelers, hoewel deze band later wel ontstond en tot op de dag van vandaag bestaat. Ze is echter niet bepalend voor het voortbestaan van de dahliacorso’s en de bollentelers hebben er ook weinig commercieel belang bij.
Er zijn twee factoren te noemen die in het ontstaan van de dahliacorso’s een rol hebben gespeeld en meer licht werpen op de geschiedenis ervan: de viering van Koninginnedag en het houden van allegorische optochten.

### Allegorische optochten
Bloemencorso’s hebben in veel gevallen een zogenoemde 'allegorische optocht' als voorganger. Vaak was dat een onderdeel van een feestweek of oogstfeest. Fietsen en boerenkarren werden opgetuigd, men beeldde daarmee een allegorische voorstelling uit, een herkenbaar beeld of verhaal met een diepere lading. Overigens worden ook allegorische optochten gehouden die de overgang naar corso nooit gemaakt hebben. De overgang van allegorische optocht naar bloemencorso vond vaak geleidelijk plaats. In veel plaatsen gaan de bloemencorso's samen met straattheater dat weer allegorische trekken kan hebben.
Ook het corso van Beltrum in de Achterhoek is voortgekomen uit eerdere activiteiten. Al in 1923 werd in Beltrum ter gelegenheid van het 25-jarig jubileum van Koningin Wilhelmina een allegorische optocht gehouden. Na de Tweede Wereldoorlog vierde men elk lustrum van de bevrijding met een optocht die na een kwart eeuw evolueerde tot bloemencorso. Het eerste Beltrumse corso reed in 1960. In het dahliacorso van Sint Jansklooster rijdt ieder jaar één allegorische wagen mee, een overblijfsel uit de tijd dat het corso nog een allegorische stoet was.

### Koninginnedagviering
Veel Nederlandse corso’s zijn ontstaan als viering van Koninginnedag. Tot en met 1948 vond Koninginnedag plaats op 31 augustus, de verjaardag van de toenmalige koningin Wilhelmina. Dat geldt bijvoorbeeld voor het corso van Zundert dat ontstond in 1936. Bij de eerste viering in 1936 was het corso slechts een onderdeel van de diverse festiviteiten, en het organiserend comité heette officieel het Oranjecomité. De viering van Koninginnedag raakte echter al snel op de achtergrond en de overige festiviteiten zijn nooit echt van de grond gekomen. Toch werd het corso tot in de jaren tachtig georganiseerd door het Oranjecomité. Pas eind jaren tachtig werd de naam veranderd in Stichting Bloemencorso Zundert, waarmee de link met Koninginnedag definitief werd verbroken, een link die eigenlijk al lang niet meer bestond.
Het corso van Lichtenvoorde is ontstaan uit de kermis die altijd eind augustus werd gehouden. Bij de inhuldiging van Wilhelmina op 6 september 1898 vond er al een bloemencorso plaats, maar het duurde tot 1926 voordat Lichtenvoorde een jaarlijks terugkerend bloemencorso hield.
Het corso van Vollenhove begon in 1905 met een optocht van versierde boerenwagens. Een aantal inwoners nam het initiatief tot het oprichten van de VVVV. Zij wilden de bevolking een alternatief bieden voor de jaarlijkse kermis die veelal uitmondde in overmatig drankgebruik en de daarmee gepaard gaande ongeregeldheden. De feestelijkheden, die op de toenmalige Koninginnedag werden gehouden, omvatten volksspelen en groots opgezette drama’s waar vrijwel de hele bevolking aan kon deelnemen. In de jaren vijftig ontstond het huidige corso, met aanvankelijk veel allegorische voorstellingen op boerenwagens.
In Sint Jansklooster (gelegen naast Vollenhove) werd Koninginnedag gevierd met een optocht van versierde wagens. In 1968 waaide vanuit Lichtenvoorde het idee over om dahlia’s te gebruiken en er een bloemencorso van te maken.
Het corso van Valkenswaard is een uitzondering: dat werd voor het eerst gehouden in 1953 ter viering van de bevrijding van Valkenswaard in september 1944.
De meeste Nederlandse bloemencorso’s ontstonden in het begin van of halverwege de 20e eeuw, en vele zijn waarschijnlijk ontstaan doordat het verschijnsel corso in die tijd in de mode was. Zo is het corso van Loenhout, gelegen naast Zundert aan de Belgische kant van de grens, begonnen in 1952 bij gelegenheid van de feestelijke opening van de vernieuwde weg van Brecht naar Loenhout. Met Koninginnedag had dat uiteraard niets te maken, doch hoogstwaarschijnlijk alles met het succes van het corso in buurdorp Zundert, dat in de jaren vijftig voor die tijd een mega-evenement was dat jaarlijks honderdduizenden bezoekers uit Nederland, België en Frankrijk trok.

### Ontwikkeling en populariteit van de corso’s
Aan het einde van de negentiende eeuw Begonnen badplaatsen aan de Middellandse Zee en Noordzee met het organiseren van bloemencorso’s. De welgestelde toeristen waren dol op het bloemencorso in Nice en andere badplaatsen wilden hun gasten op hun wenken bedienen. Voorbeelden hiervan zijn het bloemencorso van Blankenberge en Murcia. Ook de bloemencorso’s ter ere van de kroning van koningin Wilhelmina in 1898 en koning Edward VII in 1902 droegen bij aan de populariteit van dit fenomeen.

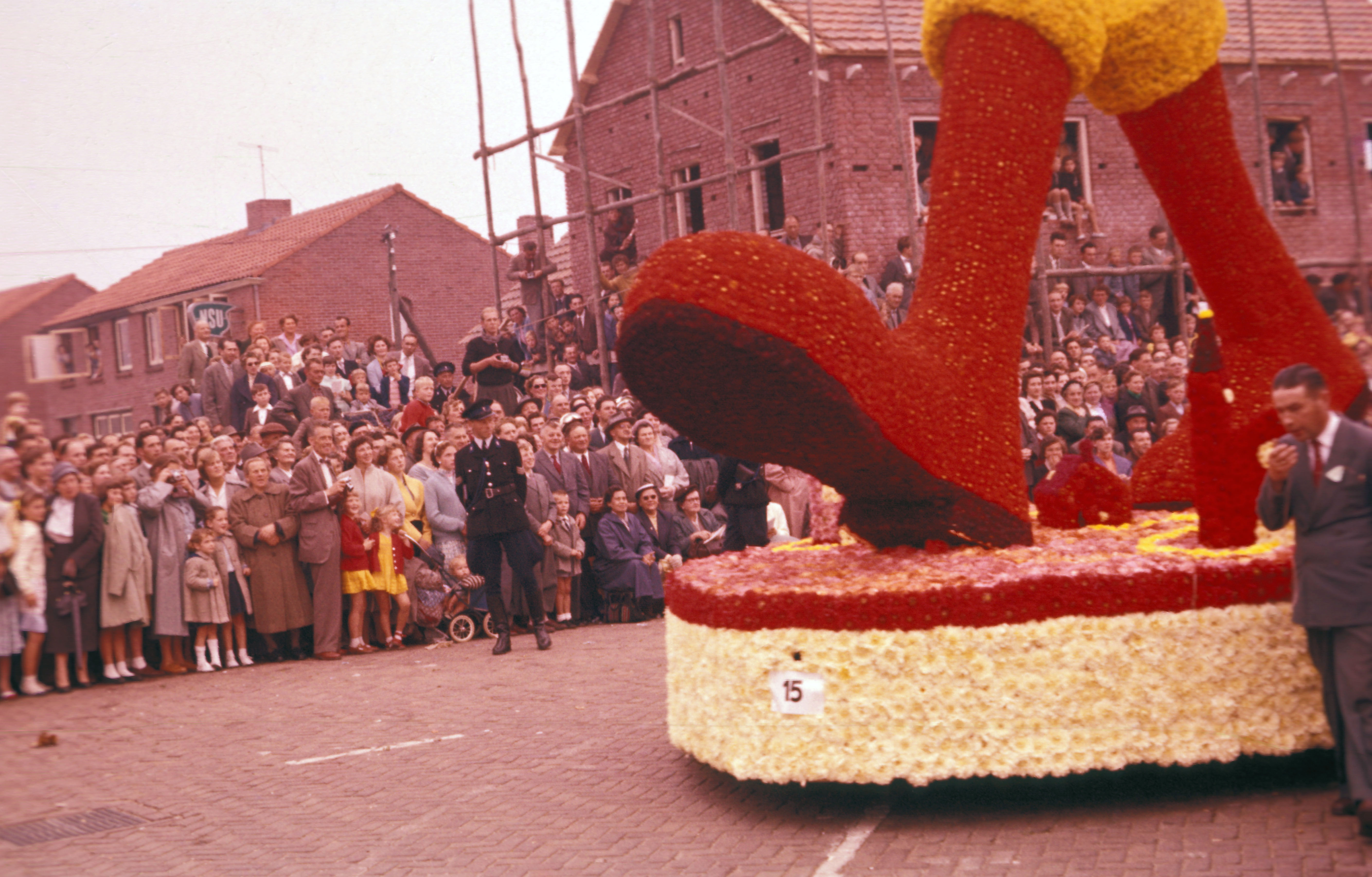
Grote drukte tijdens het bloemencorso Zundert in 1956

Bloemencorso’s werden door de opkomst van vrije tijd voor de middenklasse en arbeiders in de jaren vijftig populairder. Naar het voorbeeld van de oudere corso’s ontstonden er in de jaren vijftig nieuwe corso’s in Nederland en België, zoals Valkenswaard, Vollenhove en Loenhout. Het corso van Zundert boekte in de eerste helft van de jaren vijftig recordaantallen van meer dan honderdduizend bezoekers, en het werd in 1957 en 1960 uitgezonden op de landelijke tv.
De corso’s in de Bollenstreek, en vooral het corso van Aalsmeer, genoten een grote populariteit. Deze corso’s vormden een natuurlijke koppeling met de bollenteelt die toch al grote bekendheid genoot, en zij wisten de steun en publiciteit van de commerciële bedrijfstak achter zich. Het corso van Aalsmeer werd jarenlang op tv uitgezonden. In de jaren zeventig kreeg het daardoor grote bekendheid.
De opkomst van social media leidde ertoe dat foto's en filmpjes van corsowagens van Lichtenvoorde en Zundert wereldwijd viraal gingen. Dit heeft gezorgd voor een grotere internationale bekendheid van de Nederlandse bloemencorso's.

## Immaterieel erfgoed
Bloemencorso's in Nederland komen voort uit het rondrijden met versierde boerenwagens en fietsen, al dan niet als allegorische optocht. Die traditie gaat verder terug dan het ontstaan van de corso's. De corso's kunnen standhouden doordat ze worden overgedragen van generatie op generatie.
In die zin is het gerechtvaardigd om bloemencorso’s te beschouwen als een deel van de Nederlandse traditie en identiteit, als immaterieel erfgoed zoals UNESCO het definieert. Daaruit is ook de huidige toename van de belangstelling voor bloemencorso’s te verklaren: zij liften mee op de hernieuwde interesse voor eigen cultuur en identiteit in een tijd van internationalisering en globalisering. Deze traditie is breder dan alleen bloemencorso’s, het is meer stoetenbouw in het algemeen. Denk maar aan de zeer vele carnavalsoptochten, de allegorische optochten en bijvoorbeeld een evenement als de cultuurhistorische optocht van de Brabantsedag in Heeze.
Nederland ratificeerde het Verdrag ter Bescherming van het Immaterieel Cultureel Erfgoed in 2012. Ondertekening van dit UNESCO-verdrag hield in dat Nederland een inventaris aan moet leggen van zijn immaterieel erfgoed. Het corso van Zundert was de eerste Nederlandse traditie op de nationale inventaris.
Al snel volgden andere corso's en ontstond er een samenwerking tussen Nederlandse en Vlaamse corso's om de traditie van bloemen- en fruitcorso's ook internationaal naar voren te schuiven als geschikte kandidaat voor de Lijst van meesterwerken van het orale en immateriële erfgoed van de mensheid van UNESCO.
Op de Nederlandse nationale inventaris van Immaterieel Cultureel Erfgoed staan de bloemencorso's van Beltrum, Drogeham, Giethoorn, Eelde, Vollenhove, Sint Jansklooster, Lichtenvoorde, Valkenswaard,  Winkel, Winterswijk, Zundert en het fruitcorso van Tiel.
De corso's die op de Nationale Inventaris Immaterieel Cultureel Erfgoed staan, hebben zich verenigd in een samenwerkingsverband. UNESCO adviseert deze samenwerking omdat het tradities helpt om hun voortbestaan veilig te stellen. Op 26 mei 2018 werd tijdens een corsocongres in Lichtenvoorde deze samenwerking geformaliseerd en de Corsokoepel opgericht.
Op 16 december 2021 heeft UNESCO de corsocultuur in Nederland ingeschreven op de Representatieve lijst van het Immaterieel Cultureel Erfgoed van de Mensheid.
De vier Vlaamse corso's Blankenberge, Loenhout, Sint-Gillis-bij-Dendermonde en Wommelgem staan sinds juni 2013 gezamenlijk op de Vlaamse nationale inventaris.

## De bouw van corsowagens
Buitenstaanders denken vaak dat bouwers van corsowagens een hele zomer lang met bloemen in de weer zijn, maar dat is natuurlijk niet waar. Bloemen, zelfs sterke dahlia’s, verwelken binnen een paar dagen. Het aanbrengen van de bloemen gebeurt dus pas in de laatste paar dagen direct voordat de stoet plaatsvindt. De rest van de tijd zijn de corsobouwers bezig met de ondergrond, de pure vorm, te maken. De wereld van corsobouwers bestaat dus maar eventjes uit bloemen, voor de rest van de tijd is het constructiestaal, betonijzer, karton, papier en tempex.

### De bouwlocatie
Corsowagens worden gebouwd in schuren of in speciaal daarvoor gebouwde tenten. Het bouwen in een schuur heeft als voordeel dat geen tent hoeft te worden opgezet, maar de grotere corsowagens passen er niet in. Dat betekent dat de corsowagen in losse delen moet worden opgebouwd die pas ergens gedurende de laatste paar dagen op elkaar gezet worden. Dat vergt een nauwkeurige voorbereiding, want de losse delen moeten natuurlijk wel passen en op een veilige en nette manier aan elkaar gemaakt kunnen worden. Het heeft tevens als nadeel dat men tijdens de bouw geen overzicht kan krijgen over het totaalbeeld. 
Bijna alle groepen van de grote corso’s (zoals Zundert, Vollenhove, Valkenswaard, Sint Jansklooster en Lichtenvoorde) bouwen (voornamelijk) in tenten. Dat heeft als voordelen dat de corsowagen in zijn geheel kan worden opgebouwd zonder met losse opzetstukken rekening te houden en dat men tijdens de bouw overzicht kan houden over hoe de wagen eruit komt te zien. Overigens is dat laatste voordeel beperkt, want de vorm in aanbouw zit ingeklemd tussen steigers en steigerplanken zodat men de totale vorm nauwelijks kan zien. Het bezwaar is uiteraard dat men een tent moet hebben en die jaarlijks moet opbouwen en afbreken. Dat is op zichzelf al een monsterklus. Een corsotent bestaat doorgaans uit steigermateriaal zoals dat ook in de bouw wordt gebruikt, met vaak speciale steigerjukken die verlengd zijn, zodat eronderdoor gelopen kan worden. Als tentzeil werden vroeger afgedankte vrachtwagenzeilen gebruikt. Anno 2010 zijn het vaak lichte, witte zeilen die ook in de professionele tentbouw worden gebruikt. Welke soort zeilen men gebruikt hangt vooral af van het beschikbare budget.

### Materiaalgebruik
Om hun wagens te bouwen, gebruikten de corso’s aanvankelijk voornamelijk hout. Timmermannen maken met schenkels en latten de ruwe bouw, waarna de houten vorm afgedekt wordt met karton dat met spijkers wordt bevestigd. Het karton vormt de ondergrond waarop de dahlia’s worden bevestigd.
In de jaren zestig wordt tempex geïntroduceerd als bouwmateriaal voor met name de fijnere vormen. Het is licht en bijzonder geschikt om er dahlia’s op te bevestigen. In de jaren zeventig komt ijzer op als bouwmateriaal: met strengen betonijzer die men knipt en plooit, kan met behulp van een lasapparaat een draadraster gemaakt worden. Het raster wordt vervolgens met kranten beplakt. Op de laag kranten kunnen de dahlia’s worden vastgelijmd, of met een spijkertje vastgezet. Bij sommige corso's, waaronder dat van Valkenswaard, wordt op het raster van ijzer karton gezet, dat met ijzerdaad wordt vastgemaakt. Hierop worden vervolgens kranten, wit papier en uiteindelijk verf op aangebracht. Sinds enige tijd wordt er bij verschillende buurtschappen rekfolie gebruikt in plaats van karton. Dit is wel duurder, maar het is veel sneller om het er op te zetten. Hout en ijzer bestaan lange tijd naast elkaar als bouwmateriaal. Pas de laatste tien à vijftien jaar neemt het gebruik van hout voor de bouw af en worden vrijwel uitsluitend nog ijzer en tempex gebruikt.
In vroeger tijd werden de versierde karren getrokken door paarden, en wat later door tractoren. In Zundert werd in 1947 een nieuwe manier van voortbewegen geïntroduceerd die tot op de dag van vandaag standhoudt: met menskracht. Duwers die onder de wagen zitten, duwen de wagen voort over de straat, zonder storende tractor. Een aantal corso’s (zoals Lichtenvoorde, Loenhout en Valkenswaard) hebben deze manier van voortbewegen overgenomen. Andere corso’s, zoals Vollenhove en Sint Jansklooster, gebruiken elektromotoren, terwijl veel kleinere corso’s gebruikmaken van een kleine tractor.

## De dahlia: geschikt en beschikbaar
Waar het idee vandaan komt om bij de Nederlandse corso's dahlia's te gebruiken, is niet bekend, maar de reden zou weleens pragmatisch van aard kunnen zijn: de dahlia is zowel geschikt als beschikbaar.
De dahlia is een bloem die in die tijd (en tegenwoordig weer!) erg populair was en vele boerenerven sierde. Dahlia's zijn goedkoop en sterk. De poor man's rose, wordt hij wel genoemd. Dahlia's komen in grote verscheidenheid aan vorm en kleur voor, en dahliabloemen kunnen in de bloeitijd (van eind juli tot en met september) straffeloos van de plant worden geplukt. Binnen een paar dagen staan er nieuwe bloemen aan de plant. De beschikbaarheid van de dahlia is dus ruimschoots.
Van de honderden soorten dahlia's die er zijn, zijn er tientallen zeer geschikt om te gebruiken als bekleding van een vorm. De geschikte soorten zijn stevig, constant van kleur, compact en niet te groot. Tot op de dag van vandaag blijkt hoe ideaal de dahlia is, als door tegenvallende weersomstandigheden de opbrengst van de velden tegenvalt. De alternatieven die dan ingezet worden, zoals begonia's, halen het bijlange niet bij de dahlia.
Uiteraard werd de dahlia in de beginjaren van de diverse corso's nog niet speciaal voor het corso gekweekt. De corsobouwers stroopten, te voet of met de fiets, de wijde omgeving af om op de boerenerven de dahlia's te plukken. Ook werd met vrachtwagens naar de Bollenstreek gereden om bij de commerciële kwekers in Lisse, Sassenheim, Hillegom en Aalsmeer dahlia's te gaan plukken. De banden met de dahliakwekers uit de Bollenstreek duren voort tot op de dag van vandaag.

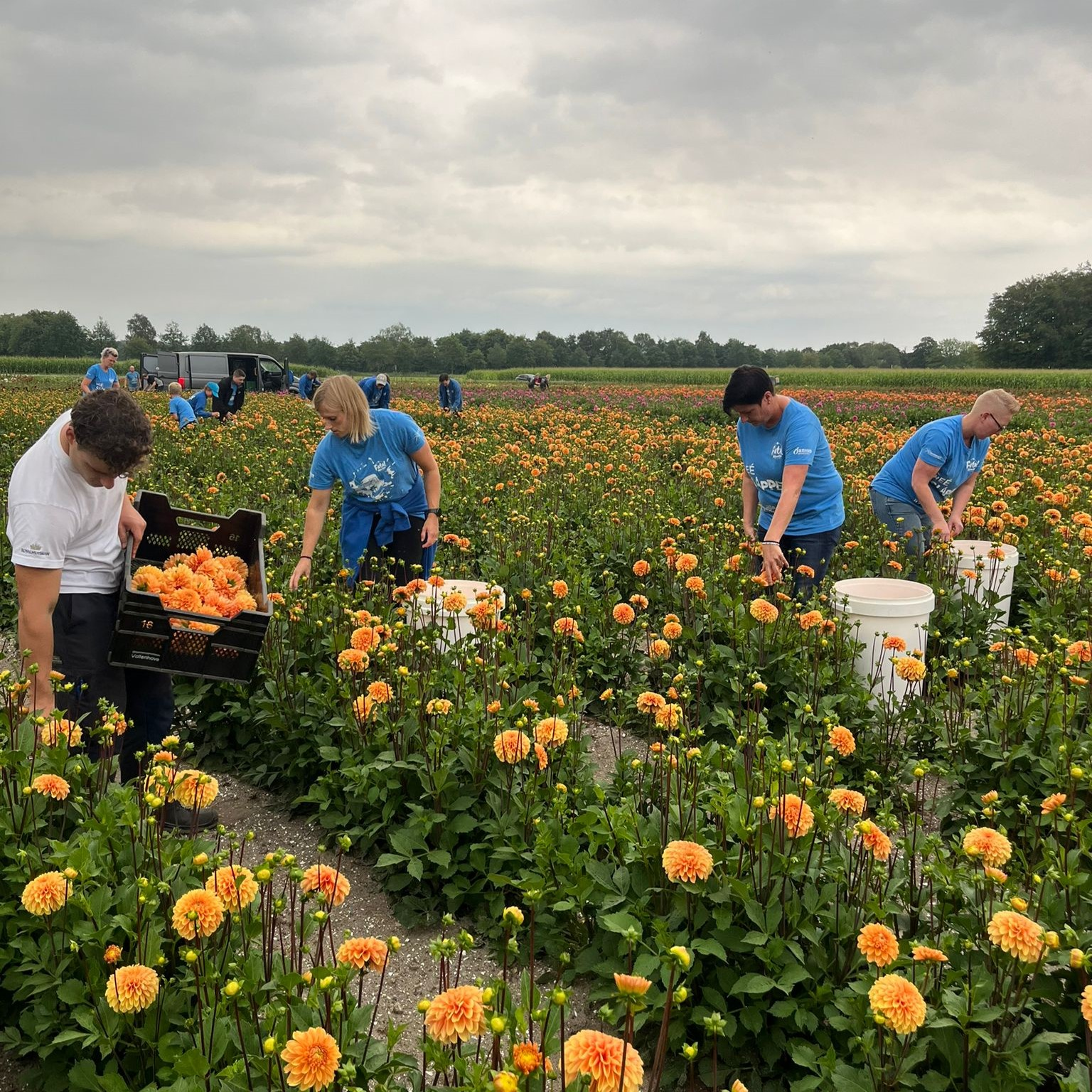
Wagenbouwgroep Fatal Attraction op hun eigen bloemenveld, Corso Vollenhove

Alle grotere corso's kweken tegenwoordig zelf dahlia's. Net zoals de bouw van de wagens vindt het onderhouden van de dahliavelden plaats door vrijwilligers. De velden leveren dahlia's voor het eigen corso, maar omdat het hele seizoen lang bloemen van de dahliavelden kunnen worden geplukt, vindt er een levendige handel plaats. De corso's die niet tegelijkertijd plaatsvinden, leveren elkaar bloemen. Daarnaast worden dahlia's verkocht aan veel kleinere corso's (die vaak zelf geen dahliavelden onderhouden) en aan allerlei evenementen door heel Europa die dahlia's nodig hebben voor bloementableaus, mozaïeken en wat dies meer zij.
In Zundert, de grootste leverancier van dahlia's, hebben alle deelnemende buurtschappen een eigen dahliaveld. De buurtschappen onderling hebben een ruilhandel om ervoor te zorgen dat elke buurtschap precies de juiste soorten (kleuren) dahlia's heeft. In Valkenswaard hebben enkele buurtschappen een eigen dahliaveld, terwijl de overige op het oude veld van de stichting gezamenlijk de dahlia's onderhouden.
Het bevestigen van de dahlia's geschiedt op twee manieren: ofwel met een spijkertje ofwel door ze te plakken met speciale bloemenlijm. Zundert, Loenhout en Valkenswaard bevestigen de dahlia's met een spijkertje (of met een kram als de ondergrond slecht is). De lokale terminologie verschilt: Zundert tikt, Loenhout steekt en Valkenswaard prikt. De dahlia's worden eerst voorzien van een spijkertje door het hart, daarna wordt de dahlia met spijker door het papier-maché geprikt. Andere corso's zweren bij het plakken van bloemen. Voorstanders vinden dit mooier omdat men de spijker of kram niet ziet. Bij het plakken moeten eerst de blaadjes aan de achterkant van de bloem verwijderd worden ('kontjes kniepen' in Achterhoekse terminologie) waarna de bloemen worden ingesmeerd met lijm. Ook de ondergrond krijgt een lijmlaag, waarna de bloem geplakt wordt.

## Elk corso zijn eigen karakter
Hoewel de dahliacorso’s meer overeenkomsten dan verschillen vertonen, heeft elk corso zijn eigen karakter. De verschillen uiten zich in de grootte van de wagens, het aantal, het gebruik van figuratie en beweging, het al dan niet toestaan van ‘alternatief materiaal’ (bedekken van de vormen door andere materialen dan dahlia’s) en de onderwerpkeuze.
Het corso van Zundert is het grootste; maximale afmetingen van een enkele corsowagen zijn 19 meter lang, 9 meter hoog en 4,5 meter breed, maar een presentatie mag uit meerdere wagens bestaan. Voor het totale corso gebruikt men in Zundert zes tot acht miljoen dahlia’s.
Lichtenvoorde en Zundert zijn qua onderwerpkeuze de meest kunstzinnige corso’s. In Zundert zijn er vanaf de jaren vijftig nauwe banden met de kunstacademie Academie Sint Joost in Breda en zitten er kunstenaars in de jury. In de jaren zestig bestond een belangrijk gedeelte van de ontwerpers uit mensen met een opleiding aan een kunstacademie. Artisticiteit en vernieuwing hebben een belangrijke rol gespeeld, hoewel de ontwerpen die daaruit voortkwamen en -komen vaak op gespannen voet staan met wat het publiek waardeert. De uitslag van de vakjury en de publieksjury lopen in Zundert niet zelden fors uiteen.
Het corso van Valkenswaard is vanaf 1994 een themacorso. Het eerste thema greep terug op de reden waarom het corso is ontstaan, namelijk de bevrijding van Valkenswaard die toen vijftig jaar geleden was. Een creatieve commissie kiest jaarlijks het thema en organiseert een workshop-achtige bijeenkomst voor alle ontwerpers om aan de slag te gaan met het thema. De voordelen van een thema zijn dat de ontwerpers er gezamenlijk mee aan het werk kunnen en dat het goede aanknopingspunten biedt om er publiciteit mee te halen. Tegenstanders van een thema zijn van mening dat het de corsostoet minder divers maakt. Een bijzonder succesvol themajaar voor Valkenswaard was 2007, toen het corso in het teken van de Brabantse liedjeszanger Gerard van Maasakkers stond.
Het corso van Sint Jansklooster afficheerde zichzelf van 2000 tot en met 2008 als ‘theatercorso’ door een belangrijke rol weg te leggen voor figuranten, beweging en muziek. Figuratie staat aan de wieg van alle corso’s: eerder tijd hadden alle corso’s de klassieke zwaaiende jongedame op de wagen zitten, of iets bijdroeg aan het uitgebeelde onderwerp of niet. In Zundert reden zelfs in de jaren zestig zeer abstracte wagens, kubistisch bijvoorbeeld, waar dan toch een zwaaiende dame op zat. In de jaren negentig ontstonden de eerste experimenten met echt theater, waar figuratie uitgebouwd werd met geluid, muziek, beweging en toneelspel wat een integraal onderdeel van het ontwerp uitmaakte. Voor Sint Jansklooster was deze ontwikkeling aanleiding om zich hiermee te onderscheiden. Ook Vollenhove en Valkenswaard behouden figuratie. In Vollenhove krijgen de deelnemende groepen betaald voor figuratie (wat een manier is om het effectief verplicht te stellen). Bij lang niet alle ontwerpen vormt figuratie een goed geïntegreerd onderdeel van het uitgebeelde ontwerp.
Figuratie en theater hebben als voordeel dat het voor het publiek sterk tot de verbeelding spreekt. Voor de groep of buurtschap die er gebruik van maakt, betekent het een breder scala aan bouwactiviteiten: in plaats van alleen las- en tempexwerk zijn er mensen nodig die zich bezighouden met regie, met het maken van kleding, met het componeren van muziek en met het inbouwen van een forse geluidsinstallatie in de wagen. Hierdoor wordt er ook een bredere groep personen aangesproken om mee te doen.
Wat het corso van Vollenhove en Sint-Jansklooster nog meer onderscheidt van de andere grote corso's, is een optocht in de avond. Het geeft het publiek niet alleen een extra moment om de praalwagens te bewonderen. Deze avondoptochten, gekenmerkt door praalwagens met verlichting, creëren een unieke sfeer die een extra dimensie geeft aan het corso. Naast de twee grote bloemencorso's heeft ook het Fruitcorso Tiel een avondoptocht, waarin de wagens prachtig verlicht door de straten rijden. In tegenstelling tot het corso van Vollenhove en Sint-Jansklooster vinden de gondelvaarten in Belt-Schutsloot en Giethoorn uitsluitend 's avonds plaats, waarbij verlichte gondels door de grachten varen. Deze verlichte avondparades dragen bij aan de bijzondere charme en aantrekkingskracht van de bloemencorso's en gondelvaarten, en bieden een uniek perspectief op de traditionele festiviteiten.
Het corso van Loenhout onderscheidde zich doordat het ‘het corso van het kind’ was. Ontwerpen moesten op een of andere manier verband houden met de kinderfantasie. Dat leverde een bonte stoet van thema's uit sprookjes, speelgoed en kinderfilms. In 2005 heeft Loenhout de stap gezet dit thema los te laten. Hierdoor hebben de ontwerpers meer vrijheid gekregen doordat de thematiek van sprookjes en tekenfilms wegviel. De keerzijde is dat het onderscheidend karakter is weggevallen, hoewel dat voor Loenhout niet zo’n probleem is omdat het zich afficheert als het grootste corso van België.
Daarnaast bestaat er een aantal corso’s dat zich onderscheidt door ander materiaalgebruik:
- Het fruitcorso in Tiel heeft een koppeling met de fruitteelt in de Betuwe, met Tiel als centrum, en gebruikt een grote diversiteit aan fruit. Dat geeft een bijzonder grote variëteit aan kleur en textuur.
- In Lievelde (in de Achterhoek vlak bij Lichtenvoorde) was tot 2016 een wolcorso.
- In Appingedam is een (zeer oud) papiercorso.[5]
- Sinds 1947 ging tot in september 2000 te Mechelen jaarlijks een corso uit, waarvan sommige bloemenwagens met verse flora ingezet werden nadat ze voor dezelfde Mechelse bloemisten in de kuststad Blankenberge hadden gereden. Aldaar namen hun ontwerpen sindsdien nog wel aan de competitie deel. Uniek voor de Dijlestad in een vermaarde tuinbouwstreek, waren echter een aantal wagens die geheel of nagenoeg uitsluitend met allerlei groenten gedecoreerd werden.[17][18][19][20]
- In het Westland en in Belt-Schutsloot zijn varende corso's. Hier worden geen wagens maar boten of gondels gebruikt.[21][22]

## Corsomedia
Corsobouwen is vooral doen, maar daarnaast wordt er veel over gepraat en ook over geschreven. Veel corso-organisaties publiceerden ter gelegenheid van een jubileum een boek met daarin in woord en beeld de geschiedenis en ontwikkeling.
Met de opkomst van internet hebben de corsogemeenschappen een nieuw podium gevonden. De grotere corso’s hebben alle een eigen website. Bouwers uiten zich vooral op een speciaal op het corso gerichte website en hebben ook de weg gevonden naar de verschillende sociale netwerksites. Een gevolg hiervan is dat de onderlinge contacten tussen de bouwers van verschillende corso’s zijn toegenomen.
Sinds 1996 bestaat het papieren corsomagazine Corsief. Het verschijnt viermaal per jaar en besteedt aandacht aan corso's algemeen met een sterke focus op het Zundertse corso. De website Corso netwerk is een nieuwssite die zich richt op de grotere Nederlandse en Belgische corso's.

## Corsoplaatsen
Tien Nederlandse corso’s staan op de Inventaris Immaterieel Erfgoed Nederland.
Deze hebben alle een erfgoedzorgplan gemaakt door de kansen en bedreigingen in kaart te brengen.

### Corsoplaatsen erkend als Immaterieel Erfgoed Nederland
- Bloemencorso Winkel, Noord-Holland
- Drogeham, Friesland, De Gondelvaart op wielen
- Eelde, Drenthe, Bloemencorso Eelde
- Giethoorn, Overijssel, Gondelvaart Giethoorn
- Lichtenvoorde, Gelderland, Bloemencorso Lichtenvoorde
- Sint Jansklooster, Overijssel, Corso Sint Jansklooster
- Tiel, Gelderland, Fruitcorso
- Valkenswaard, Noord-Brabant, Corso Valkenswaard
- Vollenhove, Overijssel
- Winterswijk, Gelderland, Volksfeest Winterswijk
- Zundert, Noord-Brabant, Bloemencorso Zundert

### Overige corsoplaatsen in Nederland
- Aalten
- Anna Paulowna
- Appingedam (papiercorso)
- Beltrum
- Belt-Schutsloot (gondelvaart)
- Bollenstreek, Bloemencorso Bollenstreek
- Elim
- Frederiksoord
- Bloemencorso Bollenstreek, Haarlem, Hillegom
- Katwijk, Rijnsburg, Noordwijk; Rijnsburgs bloemencorso
- Leersum, Bloemencorso Leersum
- Limmen
- Nieuwe Niedorp (bloemenmozaïeken)
- Rekken
- Roden, Rodermarktparade
- Roelofarendsveen
- Varsseveld
- Voorthuizen, Floralia Voorthuizen (Bloemencorso)
- Welsum (bloemen- en zaadcorso)
- Westland, Varend Corso Westland
- Winkel

### Voormalige Corsoplaatsen Nederland
- Aalsmeer (1948-2007 en 2011)
- Lemelerveld (voor het laatst in 2009)
- Lievelde (Wolcorso, tot 2016)
- Limbricht Bloemencorso Limburg (Limbricht) (bestaat niet meer)
- Lippenhuizen (tot en met de jaren zeventig, en eenmalig in 2016)
- Terborg (minicorso, voor het laatst in 2012)

### Corsoplaatsen in België
- Blankenberge (Het oudste nog rijdende corso)
- Loenhout, Bloemencorso Loenhout
- Sint-Gillis-bij-Dendermonde, Bloemencorso
- Wommelgem, De 'Kleine Bloemenstoet'
- Ternat, Bloemen- en folklorestoet

### Voormalige Corsoplaatsen België
- Hergenrath
- Mechelen, Bloemenstoet, Bloemen en Groentecorso (1947-2000)

### Buiten Nederland en België
- Op Jersey vindt jaarlijks de Battle of Flowers plaats.
- Batalla de Flores de Laredo, de 'battle of flowers' in Laredo.
- In Debrecen (Hongarije) vindt jaarlijks de Debreceni virágkarnevál plaats.[25]
- In Medellín (Colombia) vindt ieder jaar begin augustus het Feria de las flores plaats.

## Galerij

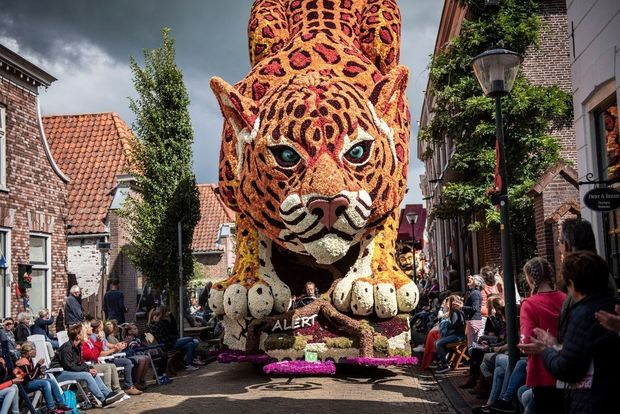
'Alert' van Stark Wark, Corso Vollenhove 2018
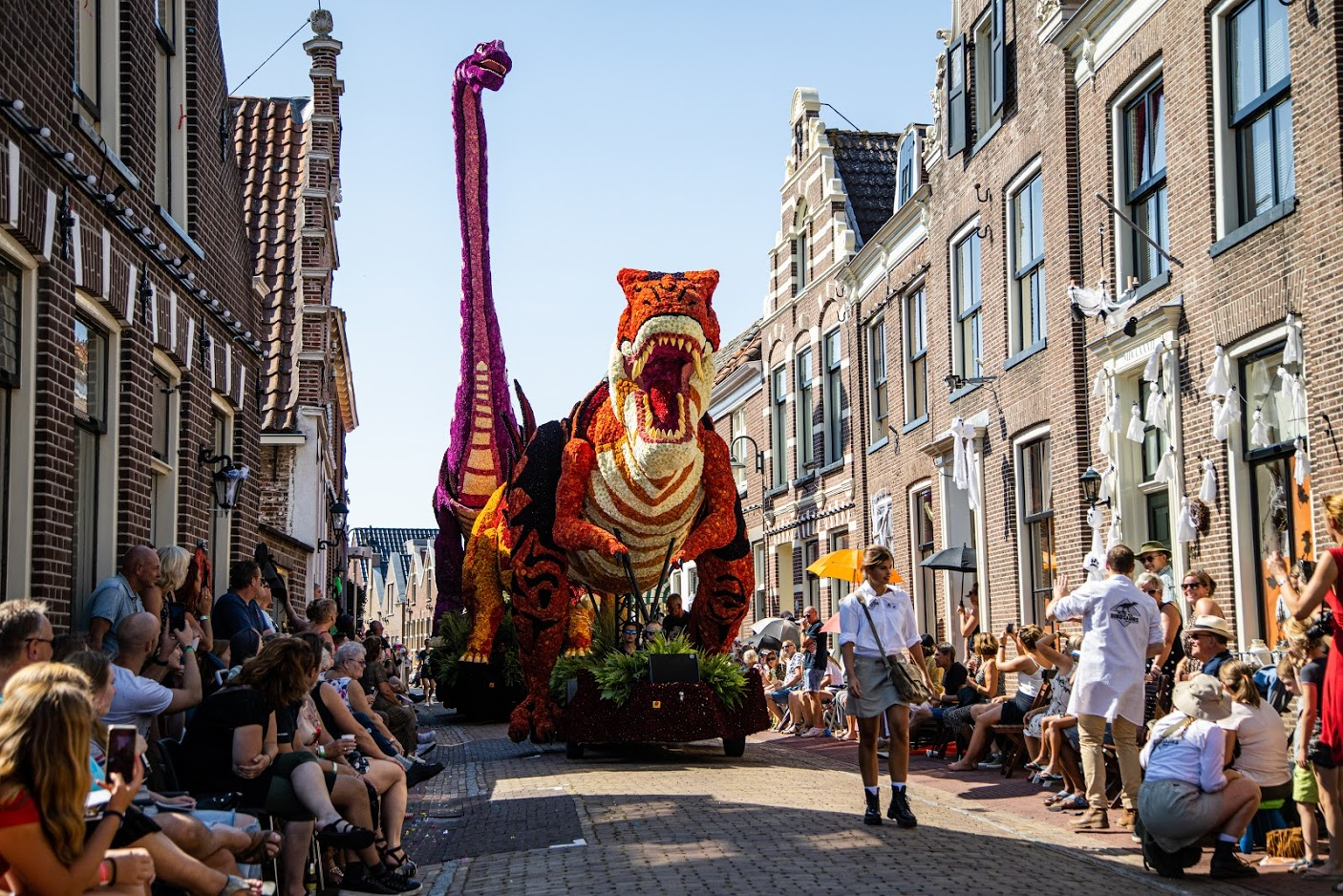
'Walking with dinosaurs' van De Vereniging, Corso Vollenhove 2019